# Tristandrossel

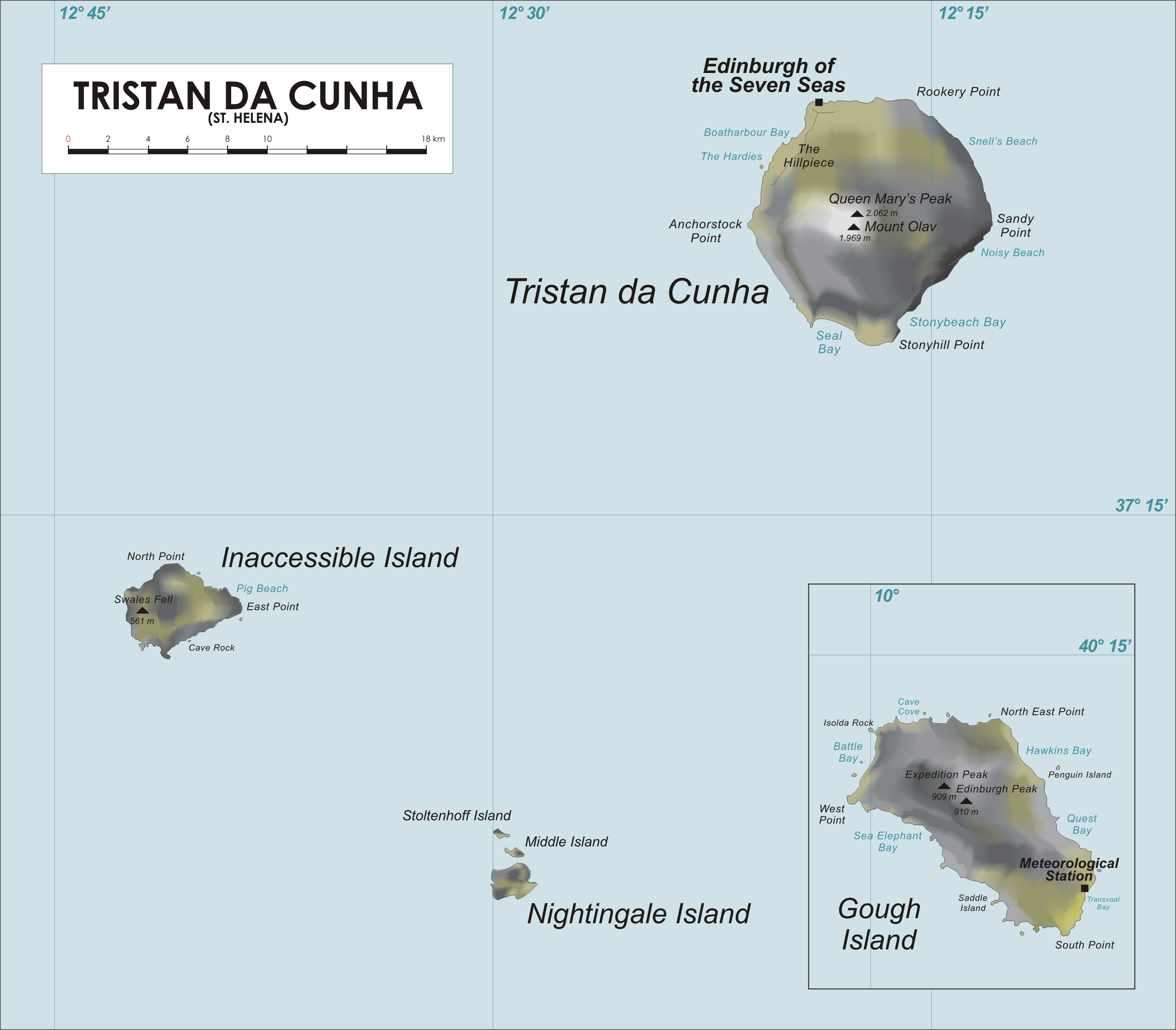
Verbreitungsgebiet der Tristandrossel

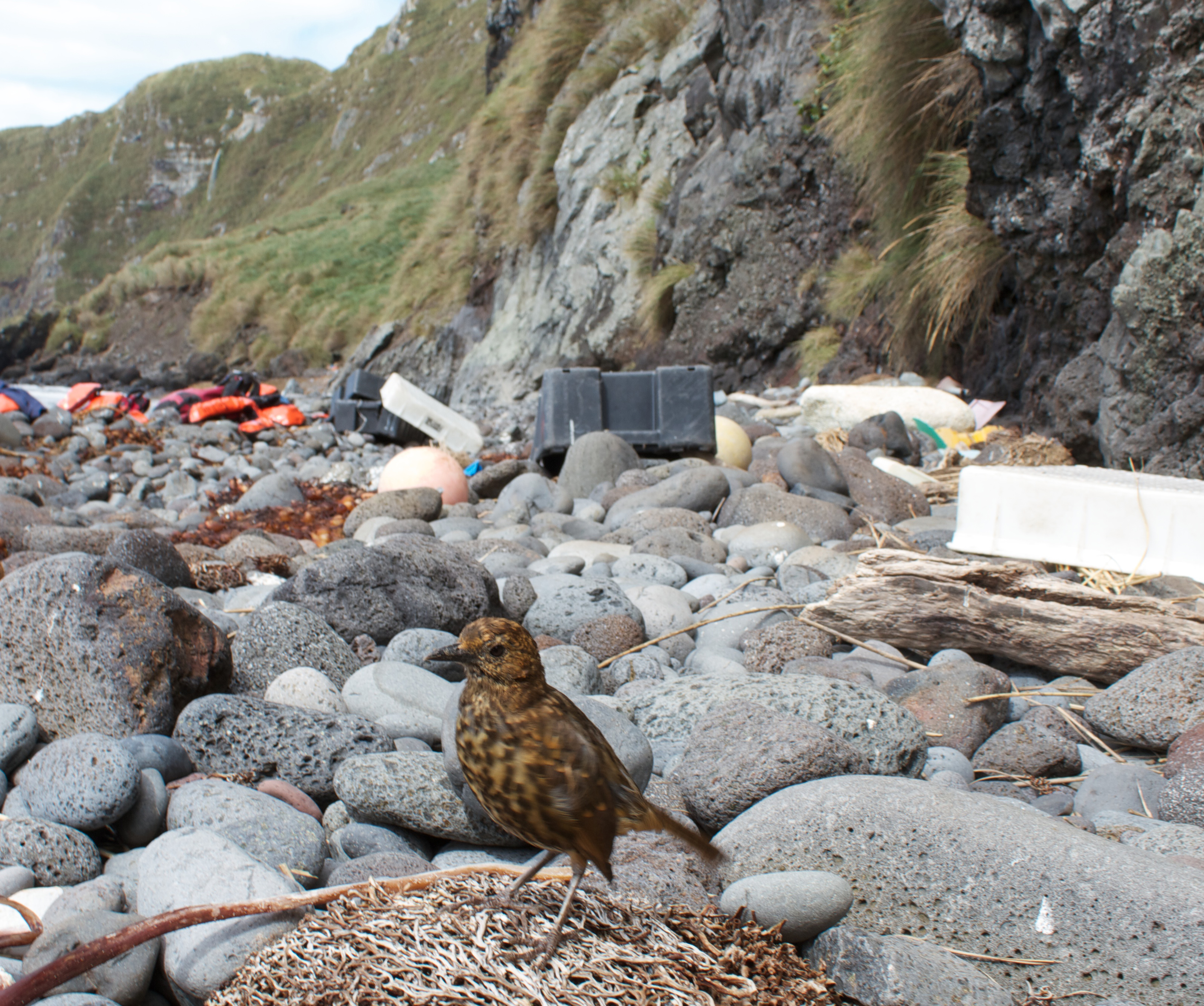
Tristrandrossel auf Inaccessible

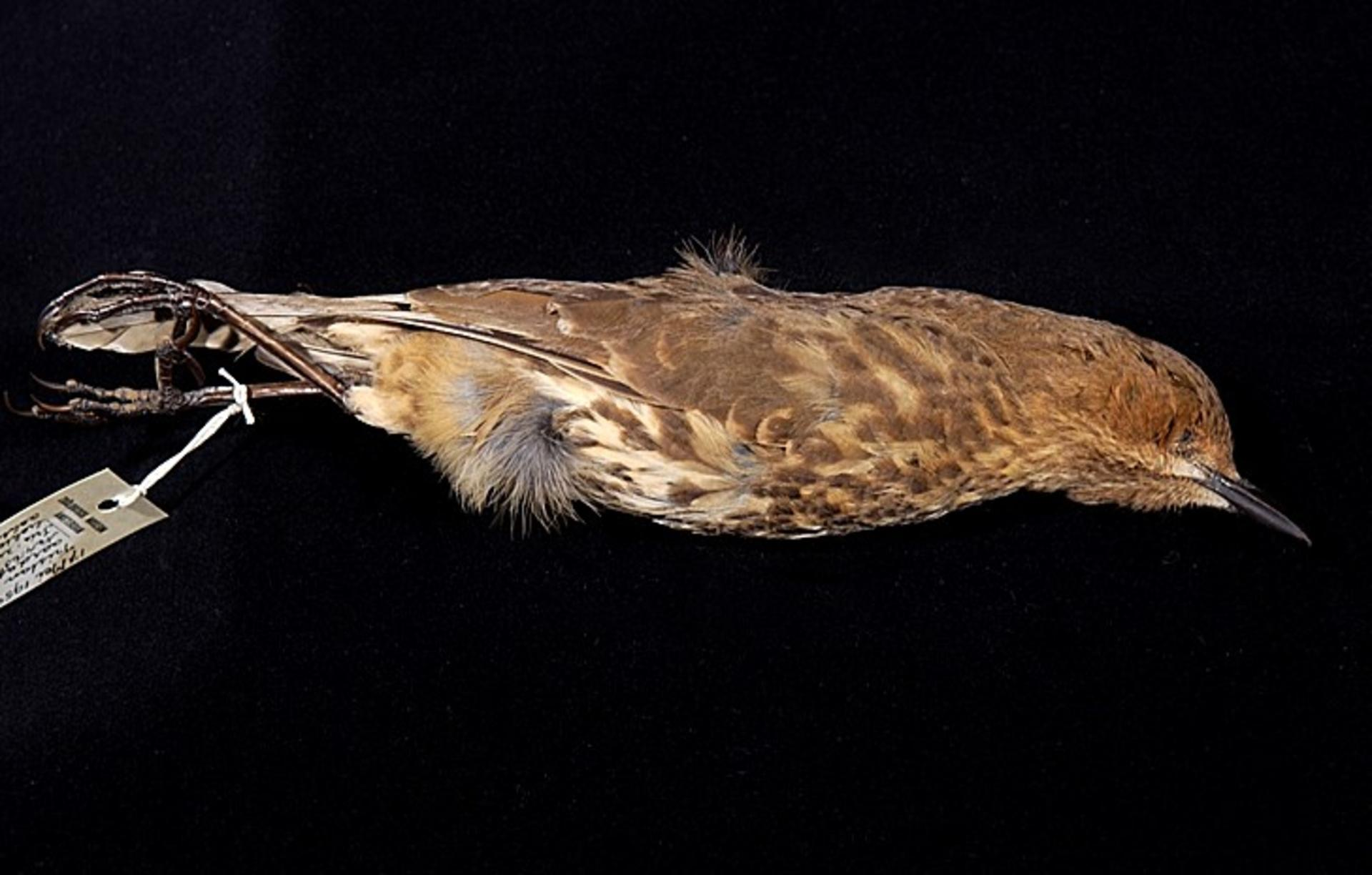
Balg der Tristandrossel im Naturalis Diversity Center, Leiden

Die Tristandrossel (Turdus eremita, Syn.: Nesocichla eremita) ist eine Singvogelart aus der Familie der Drosseln. Sie kommt mit drei Unterarten auf dem Tristan-da-Cunha-Archipel im Südatlantik vor. 

## Merkmale
Die Tristandrossel erreicht eine Körperlänge von 22 bis 23 cm und ein Gewicht von 72 bis 110 g. Die Nominatform von Tristan da Cunha ist oberseits stumpfbraun mit doppelten orangefarbenen Flügelbinden; unterseits orange-braun mit dunkelbraunen gesprenkelten Strichellinien. Der Bürzel ist mittel gelbbraun, der Schnabel ist schwärzlich. Die Beine sind dunkel fleischfarben. Die Geschlechter ähneln sich. Die juvenilen Vögel haben auf der Oberseite eine hellbraune Fleckung und Strichelung. Die Unterart T. e. gordoni von Inaccessible ist größer als die Nominatform, auf der Unterseite mehr gefleckt als gestreift, das Gesicht heller und stärker gefleckt. Die größere und dunklere Unterart T. e. procax von Nightingale, Middle Island und Stoltenhoff hat dunklere, orangefarbene Unterflügeldecken.

## Systematik
Die Tristandrossel stand ursprünglich in der monotypischen Gattung Nesocichla. 2007 wurde sie in die Gattung Turdus klassifiziert.

## Lebensraum
Die Tristandrossel ist ein Standvogel, der feuchtes Heideland, Farnkraut, Tussock-Grasland, Gärten sowie Geröllufer bewohnt.

## Lautäußerungen
Der Gesang ist eine Kombination von Zwitschertönen, die sich wie chissik, chissik, swee, swee, swee anhören. Die Rufe umfassen ein kurzes, zischendes, pfeifendes swee und ein leises, zirpendes chissik.

## Lebensweise
Die Tristandrossel ist ein opportunistischer Allesfresser. Ihre Nahrung umfasst Käfer, Fliegen und Maden, Raupen, Spinnen, Milben, Asseln, Regenwürmer, Eier von Seevögeln sowie Nestlinge und Jungvögel von anderen Landvögeln, darunter die Tristanammertangare (Nesopiza acunhae) und die Atlantisralle (Atlantisia rogersi). Sie tötet Seeschwalbenküken mit einem Gewicht von mindestens 70 g. Mitunter wurde auch beobachtet, dass sie ausgewachsene Weißbauchsturmschwalben (Fregetta grallaria) attackiert und diese tötet. Zudem bereichern tote Seevögel, Fisch- und Küchenabfälle, Krähenbeeren und Nertera-Samen, Blätter der Gattung Phylica sowie Meeresalgen das Nahrungsangebot. Die Tristandrossel geht auf dem Boden auf Nahrungssuche, wobei sie auch in der Nähe der Brandungszone an der Meeresküste anzutreffen ist.
Die Brutzeit erstreckt sich von September bis Februar. Das Nest ist eine grobe Schale aus geflochtenen Tussockblättern und Grashalmen mit einigen grünen Blättern und Moosstücken, die auf oder knapp über dem Boden an der Basis eines dicken Schlickgras-Büschels angebracht ist, gelegentlich auch auf einem Felsvorsprung. Das Gelege besteht aus zwei bis drei Eiern, manchmal vier bei der Unterart T. e. gordoni. Die Eier sind helltürkis mit rotbraunen Sprenkeln und violetten Flecken. Die Jungvögel werden nach ungefähr 20 Tagen flügge.

## Gefährdung und Schutz
Die IUCN listet die Tristandrossel auf der Vorwarnliste (near threatened). Sie hat ein eingeschränktes Verbreitungsgebiet in der Tristan da Cunda Endemic Bird Area. In den Jahren 1972 bis 1974 wurde der Bestand auf Tristan da Cunha auf 40 bis 60 Individuen, auf Inaccessible Island auf 100 bis 500, auf Nightingale Island auf 300 bis 500, auf Middle Island auf 20 bis 40 und auf Stoltenhoff Island auf 10 bis 20 geschätzt, insgesamt also auf 470 bis 1120 Exemplare. Im Jahr 2000 wurde die Population auf Tristan auf mehrere hundert, die auf Inaccessible auf 850 Paare und die Gesamtzahl auf ungefähr 7000 Individuen geschätzt. Auf Tristan da Cunha, wo verwilderte Katzen ein großes Problem darstellten, bevor sie eliminiert wurden, könnte die Hausratte (Rattus rattus) eine Bedrohung darstellen. Die Unterart von Nightingale wurde früher (illegal) auf die Insel Tristan da Cunha eingeführt, als die lokale Population der Nominatform auf nur wenige Individuen gesunken war.